# دایل-آپ
دسترسی به اینترنت تلفنی شکلی از دسترسی به اینترنت است که از امکانات شبکه تلفن عمومی سوئیچ‌شده (PSTN) برای برقراری ارتباط با ارائه‌دهنده خدمات اینترنتی (ISP) با شماره‌گیری یک شماره تلفن در یک خط تلفن معمولی استفاده می‌کند.  اتصالات شماره‌گیری از مودم‌ها برای رمزگشایی سیگنال‌های صوتی به داده‌ها برای ارسال به روتر یا رایانه و برای رمزگذاری سیگنال‌های دو دستگاه آخر برای ارسال به مودم دیگری در ISP استفاده می‌کنند.
مودم‌های شماره‌گیر جدید معمولاً دارای حداکثر سرعت تئوری ۵۶ کیلوبیت بر ثانیه هستند اگرچه در اکثر موارد به علت بار اضافه یا همان داده‌های سربار (overhead) ممکن است تنها ۵۳ کیلوبیت بر ثانیه سرعت داشته باشد.

روش نام‌برده برای سازمان‌های بزرگی که دارای کاربران متعدد با نوع استفاده متنوع از اینترنت می‌باشند، راه حل مناسبی است. سازمان‌ها و نهادهایی هم که تمایل به راه‌اندازی وبگاه یا سرویس پست الکترونیکی و سایر سرویس‌های اختصاصی خود در اینترنت را دارند، می‌توانند از گزینه یادشده بهره بگیرند. 